# Богоматеринство

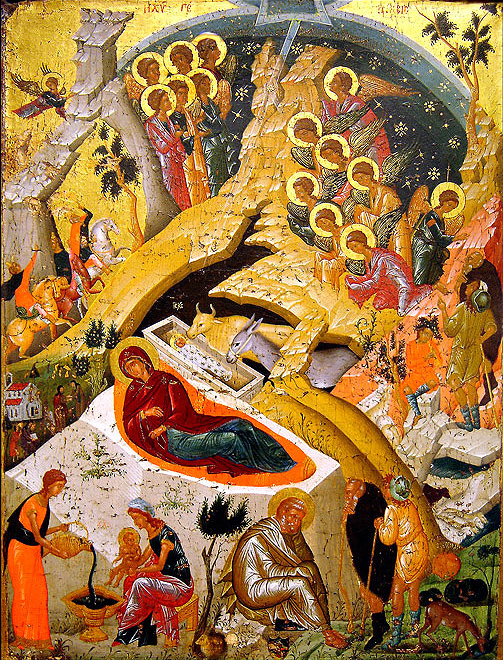
Византийская икона Рождества Христова

Одним из главных христианских догматов, касающихся Девы Марии, является тот факт, что она родила Иисуса Христа, второе лицо Троицы, Бога-Слово во плоти, и таким образом, является Богородицей и Матерью Божией.
Под выражением «Матерь Божья» («Мать Бога») понимается не мать превечного Бога-Отца, у которого не может быть ни матери, ни отца (в отличие от античных богинь, которые были матерями других божеств). Вместо этого, большинство христиан верят в то, что хотя Бог-Слово предвечно рождается от Бога-Отца, но воплощается («рождается во плоти») он от Девы Марии. Иными словами, у Богочеловека Иисуса Христа две природы: божественная — от Бога-Отца, человеческая — от девы Марии.

## Богословие
Признание того, что Дева Мария является матерью Иисуса Христа, который обладает божественной и человеческой природой, связано с признанием того, что Иисус Христос является истинным Богом и истинным человеком. Поэтому отрицание того, что дева Мария является матерью Иисуса Христа, являющегося и Богом и человеком, искажает идею Боговоплощения, и таким образом, подрывает сами основы христианства.
Святитель Кирилл Александрийский писал, что: «Я удивлён, что находятся те, кто сомневается в том, следует Пресвятую Деву называть Богородицей или нет. Ибо если Господь наш Иисус Христос есть Бог, как Пресвятая Дева, которая родила Его, не Богородица?».
Известный богослов и историк христианства Ярослав Пеликан писал, что Богородица это «та, кто  дала рождение тому, кто есть Бог» (англ. the one who gives birth to the one who is God).

## История появления термина
Первым известным примером признания в Марии Божией Матери было восклицание праведной Елисаветы при встрече с Марией: «И откуда это мне, что пришла Матерь Господа моего ко мне?» (Лк. 1:43). Причём, эти слова Елизавета говорит не по собственному разумению, а по внушению Св. Духа (Лк. 1:41). Важно иметь в виду, что Елизавета воскликнула «Матерь Господа», а не «Матерь Бога» (слово «Господь» в Библии может быть употреблено и по отношению к Богу, и по отношению к человеку). В данном случае слово «Господь» относится к Иисусу Христу, который, уже будучи зачат в чреве Марии, на тот момент уже обладал человеческой природой — в дополнение к своей божественной природе (которой он, будучи Богом, всегда обладал).
Позднее, апостол Павел писал о том, что единородный Сын Божий «родился от жены» (Гал. 4:4) и «явился во плоти» (1Тим. 3:16).
Многие Святые Отцы II и III веков так или иначе свидетельствует о Богоматеринстве Марии. Так, святитель Игнатий Богоносец пишет: «Бог наш… по устроению Божию зачат был Мариею из семени Давидова, но от Духа Святого», а Ириней Лионский указывает, что «Сам Он (=Бог), Слово, восстановляя в Себе Адама, справедливо получил рождение для восстановления Адама от Марии, Которая была ещё девою».
Церковный историк Сократ Схоластик пишет, что наименование «Богородица» впервые встречается у Оригена: «А Ориген, в первом томе своих толкований на послание Апостола к Римлянам, объявил, почему она называется Богородицей, и подробно исследовал этот предмет». Вскоре это наименование стало широко встречаться в Александрийской богословской традиции, в частности святой Дионисий, епископ Александрийский писал в 265 году, выступая против учения Павла Самосатского: «Скажи, почему ты называешь Христа отличным человеком, а не Богом истинным и от всей твари поклоняемым вместе со Отцем и Святым Духом, воплотившимся от Святой Девы и Богородицы Марии?». Святитель Пётр Александрийский учил об Иисусе Христе как о рождённом «от Святой Славной Владычицы нашей Богородицы…». Аналогично употребляли наименование Богородица и другие Отцы Церкви, такие как святитель Афанасий Александрийский (330 г.), святитель Епифаний Кипрский (кон. IV в.), Иоанн Златоуст (400 г.) и Августин. К концу IV века наименование «Богородица» стало фактическим критерием православного исповедания веры. Так, Григорий Богослов пишет (370 г.): «Если кто не признает Марию Богородицею, то он отлучен от Божества». Не менее решительно высказывается и преподобный Ефрем Сирин: «Кто отрицает, что Мария родила Бога, тот не увидит славы Божества Его».

### III Вселенский Собор
Наконец в 431 году наименование «Богородица» было догматически закреплено III Вселенским Собором: «Кто не исповедует Еммануила истинным Богом, и посему святую Деву Богородицею, так как Она по плоти родила Слово, сущее от Бога Отца, ставшее плотью, да будет анафема». Необходимость догматического признания Богоматеринства была вызвана ересью несториан, которые считали, что Мария родила простого человека Иисуса, в которого потом вселился Бог, и поэтому именовали её Христородицей.
Наиболее деятельным сторонником догмата о Богоматеринстве был святитель Кирилл Александрийский, которому противостоял Несторий. Так, Кирилл писал последнему: «Если слово и излилось из уст и, положим, оно распространилось уже в народе, этому ещё можно помочь пересмотром своих слов. Уверься, что лучшим делом в этом случае будет сказать соблазняющимся слово и назвать Святую Деву Богородицею…». Доказывая, что наименование «Богородица» имеет давнюю традицию, святитель Кирилл писал: «всегда… святая Дева Мария называется Богородицею. …я послал бы к вам много сочинений святых отцов, в которых можно найти не в одном, а во многих местах слова, коими исповедуется, что святая Дева Мария есть Богородица». В послании к Акакию, епископу Веррийскому, святитель Кирилл писал: «Из писаний отцов я вижу, что приснопамятный епископ Афанасий часто называет Её Богородицею; также блаженный отец наш Феофил и многие другие из святых епископов, жившие в разное время: Василий, Григорий, Аттик. Никто из учителей, разумеется православных, не боялся называть Её Богородицею, считая это истинным так же, как истинно, что Еммануил есть Бог». О том же он пишет и в послании к папе Целестину: «…Все, какие есть по всей вселенной православные епископы и миряне исповедуют, что Христос есть Бог и что Дева, родившая Его, есть Богородица…».
Понятие «Богоматеринство» встречается в литургиях Фаддея и Марии и Иакова Праведного.

## Распространение в различных течениях христианства
Принятие догмата о Богоматеринстве было ответным шагом на несторианское учение. С тех пор все христиане, за исключением несториан, признавали Деву Марию Богородицей. Лишь в новое время с появлением течений, отвергающих Троицу, часть людей, называющих себя христианами, отвергают Богоматеринство Марии. Таковые в общей сложности среди современных христиан составляют около 1,3 %.